# Jaroslav Modrý
Jaroslav Modrý (* 27. Februar 1971 in České Budějovice, Tschechoslowakei) ist ein ehemaliger tschechischer Eishockeyspieler und derzeitiger -trainer, der im Verlauf seiner aktiven Karriere zwischen 1987 und 2008 unter anderem 753 Spiele für die Los Angeles Kings, New Jersey Devils, Atlanta Thrashers, Ottawa Senators und Dallas Stars in der National Hockey League auf der Position des Verteidigers bestritten hat. Darüber hinaus spielte er für den HC Dukla Trenčín, Motor České Budějovice, Bílí Tygři Liberec und HC Plzeň 1929 aus seiner tschechischen respektive tschechoslowakischen Heimat. Seinen größten Karriereerfolg feierte er jedoch in Diensten der Albany River Rats mit dem Gewinn des Calder Cups der American Hockey League im Jahr 1995. Zwischen 2021 und Dezember 2022 war er Cheftrainer des HC Motor České Budějovice aus der tschechischen Extraliga.

## Karriere
Jaroslav Modrý begann seine Karriere in den Nachwuchsmannschaften des TJ Motor České Budějovice und debütierte 1988 für dessen Herrenmannschaft in der 1. Liga, der höchsten Spielklasse der Tschechoslowakei. In den folgenden zwei Jahren etablierte er sich innerhalb der Herrenmannschaft und wurde während des NHL Entry Draft 1990 in der neunten Runde an 179. Stelle von den New Jersey Devils ausgewählt. Kurze Zeit später wechselte er innerhalb der ČSSR zum TJ Dukla Trenčín.
1992 entschloss er sich zu einem Wechsel nach Nordamerika und spielte zunächst bei den Utica Devils, dem damaligen Farmteam der New Jersey Devils, in der American Hockey League. Während der Saison 1993/94 gab er sein NHL-Debüt für die Devils, spielte aber meist weiter in den Farmteams der Devils. Teile der Spielzeit 1994/95 verbrachte er aufgrund eines Streiks in der NHL in Tschechien beim HC České Budějovice.
Im Juli 1995 wurde er von den Devils an die Ottawa Senators abgegeben, die ihn im März 1996 wiederum zu den Los Angeles Kings transferierten. In den folgenden Jahren absolvierte Modrý zunehmend mehr Spiele in der NHL und kam ansonsten in der AHL oder IHL zum Einsatz. Die Spielzeit 2000/01 war Modrýs erste komplette NHL-Saison, bevor er in der Spielzeit 2001/02 persönliche Bestwerte für Assists und Scorerpunkte erreichte sowie am NHL All-Star-Game teilnahm.
2004 verließ er die Los Angeles Kings und unterschrieb als Free Agent einen Vertrag bei den Atlanta Thrashers. Da die Saison 2004/05 aber aufgrund eines Lockouts ausfiel, kehrte er nach Tschechien zurück und spielte für die Bílí Tygři Liberec. In der folgenden Spielzeit ging er dann für die Thrashers aufs Eis, bevor er 2006 zusammen mit Landsmann Patrik Štefan an die Dallas Stars abgegeben wurde, die im Gegenzug Niko Kapanen und einen Draft-Pick nach Los Angeles schickten.
Nach der Hälfte der Saison 2006/07 schickten die Stars Jaroslav Modrý zurück zu den Kings, die dafür Mattias Norström an Dallas abgaben. Während der Spielzeit 2007/08 wurde er dann erneut als Tauschobjekt genutzt. Die Philadelphia Flyers gaben an die Kings einen Drittrunden-Draftpick ab und erhielten dafür den tschechischen Abwehrspieler.
Nachdem er im Sommer 2008 keinen neuen NHL-Vertrag erhalten hatte, wechselte er zurück nach Tschechien und unterschrieb einen Zweijahresvertrag in Liberec. Aufgrund sportlichen Misserfolgs erhielt Modrý im Frühjahr 2009 die Freigabe und wechselte zum HC Plzeň. Dort spielte er bis zum Ende der Saison 2010/11, ehe er seine Spielerkarriere zunächst beendete und Trainer der Eishockeymannschaft des Rensselaer Polytechnic Institute wurde. Im Januar 2012 erhielt er erneut einen Vertrag beim HC Plzeň und schied mit dem Klub im Play-off-Halbfinale gegen Kometa Brno aus. Nach der vierten Niederlage dieses Halbfinales beendete er seine Karriere endgültig.
Im Anschluss an seine Karriere als Aktiver wechselte Modrý hinter die Bande und war ab 2017 Assistenztrainer der Ontario Reign aus der American Hockey League. 2020 verließ er die Reign und wurde Cheftrainer der Nachwuchsmannschaft Los Angeles Jr. Kings. Ab 2021 war Modrý Cheftrainer seines Heimatvereins Motor České Budějovice, ehe er im Dezember 2022 entlassen wurde. Im September 2023 wurde er Cheftrainer vom HC Kometa Brno. Im Juni 2024 beendete er sein Engagement in Brno aufgrund familiärer Gründe und wurde Assistenztrainer bei den Springfield Thunderbirds aus der AHL.

### International
Jaroslav Modrý kam schon 1989 bei der U18-Europameisterschaft für die Junioren-Auswahl der Tschechoslowakei zum Einsatz und gewann die Silbermedaille. Zwei Jahre später nahm er an der U20-Weltmeisterschaft teil und gewann mit der U20-Mannschaft der ČSFR die Bronzemedaille. Da er in den folgenden Jahren in Nordamerika spielte, nahm er nicht mehr an internationalen Titelkämpfen teil. Erst 2003 wurde er in den Kader der tschechischen Nationalmannschaft berufen und belegte mit dieser bei der Weltmeisterschaft 2003 den vierten Platz.

## Erfolge und Auszeichnungen
- 1992 Tschechoslowakischer Meister mit TJ Dukla Trenčín
- 1995 Calder-Cup-Gewinn mit den Albany River Rats
- 2002 Teilnahme am NHL All-Star Game

### International
- 1989 Silbermedaille bei der Junioren-Europameisterschaft
- 1991 Bronzemedaille bei der Junioren-Weltmeisterschaft

## Karrierestatistik

### International
| Vertrat Tschechoslowakei bei: - U18-Junioren-Europatmeisterschaft 1989 - U20-Junioren-Weltmeisterschaft 1991 | Vertrat Tschechien bei: - Weltmeisterschaft 2003 |

(Legende zur Spielerstatistik: Sp oder GP = absolvierte Spiele; T oder G = erzielte Tore; V oder A = erzielte Assists; Pkt oder Pts = erzielte Scorerpunkte; SM oder PIM = erhaltene Strafminuten; +/− = Plus/Minus-Bilanz; PP = erzielte Überzahltore; SH = erzielte Unterzahltore; GW = erzielte Siegtore; 1 Play-downs/Relegation; Kursiv: Statistik nicht vollständig)